# Антон Мюллер
Антон «Тоні» Мюллер (нім. Anton «Toni» Müller; 12 квітня 1914, Нідерштайнебах — 27 липня 2006, Асбах) — німецький офіцер, майор вермахту. Кавалер Лицарського хреста Залізного хреста з дубовим листям.

## Біографія
3 січня 1934 року поступив на службу в поліцію. Восени 1936 року перейшов у вермахт, командир взводу 8-ї роти 37-го піхотного полку. З 5 березня 1940 року — командир 9-ї автоколони 290-ї піхотної дивізії. Учасник Французької кампанії і боїв на радянсько-німецькому фронті.
З 1 листопада 1941 року — командир взводу 8-ї роти 503-го піхотного полку. З літа 1942 року — командир 3-ї роти, з 1 лютого 1944 року — 2-го батальйону свого полку. В кінці війни був важко поранений і відправлений у шпиталь.

## Звання
- Вахмістр шуцполіції (1 січня 1933)
- Труппвахмістр земельної поліції (1 березня 1936)
- Фельдфебель (1 листопада 1938)
- Обер-фельдфебель (1 квітня 1940)
- Лейтенант (1 серпня 1942)
- Обер-лейтенант (1 березня 1943)
- Гауптман (1 лютого 1944)
- Майор (1 лютого 1945)

## Нагороди
- Медаль «За вислугу років у Вермахті» 4-го класу (4 роки)
- Залізний хрест
  - 2-го класу (14 вересня 1939)
  - 1-го класу (17 грудня 1941)
- Медаль «За Атлантичний вал» (10 вересня 1940)
- Нагрудний знак «За поранення»
  - в чорному (16 березня 1942)
  - в сріблі (14 серпня 1943)
  - в золоті (15 лютого 1945)
- Медаль «За зимову кампанію на Сході 1941/42» (27 липня 1942)
- Штурмовий піхотний знак (15 березня 1943)
- Почесна застібка на орденську стрічку для Сухопутних військ (17 вересня 1943)
- Німецький хрест в золоті (3 листопада 1943)
- Нагрудний знак ближнього бою
  - в бронзі (31 грудня 1943)
  - в сріблі (27 серпня 1944)
- Дем'янський щит (1 січня 1944)
- Лицарський хрест Залізного хреста з дубовим листям
  - Лицарський хрест (13 вересня 1944)
  - Дубове листя (№ 738; 14 лютого 1945)
- Нарукавна стрічка «Курляндія» (1 квітня 1945)